# ريتشارد سبرنجر
ريتشارد سبرنجر هو خبير في سلامة الأغذية ومؤلف لعدد من الكتب و أقام العديد من عروض التدريب التفاعلي حول سلامة الأغذية و النظافة. و قد ظهر تعليقه على سلامة الأغذية في بعض وسائل الإعلام في الشرق الأوسط مثل الوطني و أوقات الخليج. و قد ساهم بشكل منتظم في مناسبات مثل مؤتمرات دبي الدولية لسلامة الأغذية التي تُعقد سنويًا في منطقة الشرق الأوسط، كما تحدث أيضًا في فعاليات مثل المؤتمرات السنوية للسلسلة الغذائية في الدوحة.

## المهنة
بدأ سبرنجر مسيرته المهنية في مجال سلامة الأغذية في عام 1973 عندما تم تأهيله كمسؤول عن الصحة البيئية. و في سن الثامنة والثلاثين، أصبح مديرًا لمجلس إدارة دونكاستر متروبوليتان بورو (إحدى أكبر السلطات المحلية في المملكة المتحدة) وهي مديرية متعددة التخصصات للخدمات البيئية.
في عام 1990 أصبح سبرنجر أول مسؤول صحة بيئية تم تعيينه كعضو في اللجنة الاستشارية للحكومة البريطانية المعنية بالسلامة الميكروبيولوجية للأغذية، و عضو في اللجنة الفرعية للسالمونيلا في البيض. كما كان مستشارًا لمنسق الهيئات المحلية في الخدمات التنظيمية و رئيساً لمجموعة عمل للتسمم الغذائي.
كان سبرنجرزميل جمعية تكنولوجيا الصحة الغذائية، المعهد الملكي للصحة البيئية في اسكتلندا و معهد تشارترد للصحة البيئية، و قد عمل بشكل وثيق مع المؤسسات الكبيرة لتطوير أنظمة إدارة سلامة الأغذية و برامج التدريب بما في ذلك خدمات التجزئة, ماركس آند سبينسر, ماكدونالدز, مجموعة دى فير، خدمات المطاعم، جالا لخدمات التجزئة (إيرلاندا). و قد قدم المشورة والخدمات الاستشارية إلى الحكومات بما في ذلك وكالة معايير الأغذية في المملكة المتحدة (التي تقوم بتدريب موظفي الصحة البيئية فيما يتعلق بتطبيق نظام إدارة سلامة الأغذية في الشركات الصغيرة)، مثل شركة (الطعام الآمن أفضل) للأعمال التجارية ووزارة الصحة في البحرين. كان سبرنجر هو العضو المؤسس لمجموعة عمل معهد الصحة البيئية و النظافة الشخصية عام 1982. و قد تم استخدام دورات سبرنجر المقدمة في سلامة الغذاء بعدما تم تطويرها بإضافة بعض التعديلات البسيطة عليها و أصبحت هذه الدورات هي أشهر دورات سلامة الأغذية في المملكة المتحدة. كان سبرنجر يُلقى خطابات بانتظام في المؤتمرات الدولية.  و قد شارك في تدريب و تأهيل موظفي الصحة البيئية في المملكة المتحدة و أيرلندا و مالطا و دبي و قبرص و موريشيوس و سيشيل.
في عام 2011، عقد ورشة عمل في دبي. تشمل مواضيعه المتخصصة في إدارة سلامة الأغذية، و التحقيقات في التسمم الغذائي، و تدريب العاملين في مجال الأغذية، و التدقيق و التفتيش و برامج إدارة سلامة الأغذية. و قد تم تأسيس شركة سبرنجر في دبي  عام 2010، بناءً على طلب من الحكومة في دبي بالعمل مع بوبي كريشنا (كبير موظفي الدراسات الغذائية مع إدارة مراقبة الأغذية في الحكومة بدبي). و قد ساعد أيضاً في تنفيذ العديد من ورش العمل في دبي لجميع أصحاب المصلحة المشاركين في برنامج الموافقة المسبقة عن علم، و في يناير 2011 أصبح برنامج الشهادة هذا إلزامياً لجميع شركات الأغذية حيث يجب أن يكون لديها شخص واحد معتمد على الأقل و الذي تم تدريبه على سلامة الأغذية، و كان سبرنجر مسؤولاً عن تقديم دورات «تدريب المدربين» إلى أكثر من 130 مدربًا على سلامة الأغذية ومفتشي الأغذية في دبي والمسؤولين عن تقديم التدريب على برنامج الموافقة المسبقة عن علم. و في عام 2011 قام سبرنجر و بوبى كريشنا بتطوير الدليل الأصلي لبرنامج الموافقة المسبقة عن علم و قد قام سبرنجر بتصميم جميع المواد التدريبية للموافقة المسبقة عن علم بما في ذلك العروض التفاعلية لكل من المستوى 2 والمستوى 3. يتم تدريب حوالى 12000 شخص من المشرفين و المديرين سنوياً. كما أكد سبرنجر على ضرورة حماية المستهلك و تعد هذه واحدة من المبادرات الرائدة في العالم المعنية بتحسين سلامة الأغذية وحماية المستهلكين.

## المنشورات
ريتشارد سبرنجر(1989), النظافة الشخصية للإدارة.
ريتشارد سبرنجر (2007), الإشراف على سلامة الأغذية (المستوى 3).
ريتشارد سبرنجر (2008), كتيب سلامة الغذاء.
ريتشارد سبرنجر (2006), كتيب مؤسسة  HACCP.